# Sagan om Fatumeh
Sagan om Fatumeh är en diktsamling av Gunnar Ekelöf utgiven 1966. Boken är den andra, fristående delen i Dīwāntrilogin.
Huvudpersonen är en orientalisk kvinna vid namn Fatumeh. Samlingen är uppdelad i två avdelningar som vardera består av 29 dikter. I den första avdelningen är Fatumeh en ung, vacker och levnadsglad flicka, i den senare är hon en sliten sköka, såld och förnedrad. Skildringen anknyter till den föregående boken Dīwān över Fursten av Emgión dels genom den bysantinska miljön och dels i att Fatumeh, liksom Fursten av Emgión, blir förnedrad, men inte ger upp och förlorar sin identitet.